# Syzygium sambogense
Syzygium sambogense är en myrtenväxtart som beskrevs av Thomas Gordon Hartley och Lily May Perry. Syzygium sambogense ingår i släktet Syzygium och familjen myrtenväxter.
Artens utbredningsområde är Papua Nya Guinea. Inga underarter finns listade i Catalogue of Life.